# Álvaro Tukano
Álvaro Fernandes Sampaio (São Gabriel da Cachoeira, 3 de novembro de 1953), conhecido como Álvaro Tukano, ou Doéthiro, é um pensador, líder político, ativista pelos direitos indígenas brasileira do povo Yepã Mahsã ou Tukano. É um atuante líder indígena, que têm desempenhado importante papel na defesa dos territórios, tradições, saberes e direitos dos povos indígenas brasileiros, especialmente da região amazônica. Álvaro Tukano é um dos mais importantes pensadores e lideranças indígenas do Brasil e é considerado um dos cinco intelectuais indígenas que na década de 1970 fizeram o movimento indígena acontecer. 

## Biografia
Álvaro Fernandes Sampaio nasceu na aldeia indígena do Rio Tiquié, no Município de São Gabriel da Cachoeira, no Alto Rio Negro, no estado brasileiro do Amazonas. É filho do chefe Casimiro Lobo Sampaio (Tukano) e de Guilhermina Fernandes (Desana).
Ele permaneceu em sua aldeia até 1963, quando foi levado por seu pai a Pari Cachoeira, para estudar no colégio dos missionários salesianos. Em 1968, ele foi convidado para estudar em São Gabriel da Cachoeira, devido a seu bom rendimento acadêmico. Terminou o ginásio em 1972 e voltou a Pari Cachoeira como professor em 1973.  
Álvaro Tukano, que encontrou sua vocação militante ao conhecer a situação dos indígenas no Maranhão, se destacaram no cenário nacional e internacional da questão indígena, entre as décadas de 1970 e 1980, com os lideres como Mario Juruna, Marçal Tupã-Y, Marcos Terena, Daniel Pareci, Aílton Krenak, Davi Kopenawa Yanomami, Lino Miranha, Raoni e outros, que emergiram e se distinguiram como lideranças em momentos distintos.  No Livro “ A queda do céu”, escrito por David Kopenawa e Bruce Albert é possível encontrar histórias sobre essa militância pelos direitos indígenas.

### Movimento Nacional Indígena

#### Assembleia de Chefes Indígenas e IV Tribunal Russell
Ele participou de dois eventos que marcaram sua trajetória política: o primeiro deles, foi a Assembleia de Chefes Indígenas realizada na Ilha de São Pedro, Sergipe, em 1979, na qual teve seu primeiro contato com outros indígenas fora do estado do Amazonas; o segundo evento, foi o IV Tribunal Russell, realizado em Roterdã na Holanda, em 1980, que ele tomou parte como testemunha de acusação contra a ação dos salesianos no Alto Rio Negro.   Após esse evento, Álvaro passou a ser reconhecido nacionalmente como porta-voz dos povos indígenas no país. Já com o status de representante indígena e articulado à agenda dos movimentos sociais. 

#### União das Nações Indígenas e Constituição Brasileira de 1988
Entre 1981 e 1985 Álvaro Tukano percorre sua trajetória política desde sua inserção inicial no Movimento quando foi nomeado vice-presidente da União das Nações Indígenas e depois coordenador nacional.  Em 1986, Álvaro Tukano abandou a UNI para defender a demarcação das terras indígenas no rio Negro  e participou da Assembleia Nacional Constituinte que elaborou a Constituição Brasileira de 1988.  No inicio da década de 1990 Álvaro Tukano participou no conflito e negociação com o governo federal e as mineradoras na região do alto rio Negro no contexto do Projeto Calha Norte e foi responsável para a fundação da Federação das Organizações Indígenas do Rio Negro.
Álvaro Tukano esteve na Europa, em abril de 1990, para assinar um acordo com as cidades europeias (conhecido como Klimabündnis) que era para defender e fazer uma campanha econômica para defender a Floresta Amazônica e colaborar com os povos indígenas.  Esta aliança existe ainda até hoje com Áustria na Região Rio Negro.

### Influencia na cultura indígena
Álvaro Tukano passou a atuar na cena literária em 2010, quando ele foi um elo de ligação entre o povo Tukano e o Instituto Brasileiro de Informação em Ciência e Tecnologia (IBICT/MCT), no desenvolvimento do projeto “Corredores Digitais”. Realizado juntamente com a Fundação Nacional do Índio (Funai), o projeto desenvolveu conteúdos impressos e digitais, tomando como base as Diretrizes Curriculares Nacionais da Educação Indígena, para capacitação de professores indígenas.
Entre 2009 e 2011, Álvaro Tukano desenvolveu a exposição "Séculos Indígenas no Brasil" que apresenta diferentes aspectos da vida cotidiana em várias comunidades indígenas brasileiras, além de trazer, em forma de depoimentos inéditos, a visão de figuras referenciais indígenas e da luta ambiental no Brasil. A expedição também foi mostrada no Rio +20 em 2012  onde ele participou em escrever uma carta conferência mundial dos povos indígenas sobre o Rio +20.
Em seu cargo de diretor (entre 2018 e 2023) do Memorial dos Povos Indígenas (MPI), ele lançou em 2018 o livro “O Mundo de Tukano Antes dos Brancos”, onde fala sobre sua perspectiva e interpretação de aspectos culturais dos Tukano, tendo em vista que nasceu e foi criado em comunidade com seu povo  e é prova dá uma longa biografia ligada à defesa dos direitos dos povos indígenas, seus territórios e tradições no Brasil.
Atualmente, Álvaro Tukano desempenha um papel crucial com a sua família como guardião da Casa de Cerimônias Indígenas Bahsakewi'í  em Brasília, que funciona como uma embaixada informal para os povos indígenas quando estão na capital brasileira. Nesse espaço, ele se dedica a unir diversas tradições e culturas indígenas, proporcionando um ambiente de preservação e celebração das práticas ancestrais. A Casa de Cerimônias Indígenas Bahsakewi'í em Brasília desempenha um papel vital na manutenção da diversidade cultural e na transmissão de conhecimentos tradicionais entre as diferentes comunidades indígenas do Brasil fortalecendo o diálogo entre líderes de diversos povos fazendo a ponte entre aldeias e cidades.

## Obras

### Exibição
Séculos Indígenas no Brasil Realização da Exposição Séculos Indígenas no Brasil, objetivando multiplicar a informação e o interesse pela história e pela cultura dos povos indígenas brasileiros. Contrato de patrocínio com a Eletrobrás. Edição e impressão do Catálogo “Séculos Indígenas”, coordenado por Frank de Azevedo Coe, com inventário descritivo de imagens e principais assuntos e personalidades relacionados à questão indígena durante a década de 1990. Convênio com a Secretaria de Identidade e da Diversidade Cultural.

### Filmografia
Participou no filme “Índio cidadão?” (2014) "Índio Cidadão? é um documentário sobre a luta das nações indígenas brasileiras pela conquista e manutenção dos direitos constitucionais conquistados na Constituinte de 1987/88. O filme resgata dois momentos chave nesse processo: a campanha popular dos povos indígenas na Constituinte e o período de manifestações em Brasília contra os ataques legislativos do Congresso Nacional, com a ocupação da Câmara dos Deputados no Abril Indígena 2013 e a Mobilização Nacional Indígena em outubro do mesmo ano." 

### Publicações
- Tembetá - Álvaro Tukano (2015) "A coleção Tembetá traz as trajetórias e as reflexões de grandes pensadores indígenas, em livros que reúnem ensaios, depoimentos e entrevistas. O homenageado deste volume é Álvaro Tukano, um dos maiores articuladores do movimento indígena, em projetos como a União das Nações Indígenas e a direção do Memorial dos Povos Indígenas em Brasília." [17]
- O Mundo Tukano Antes Dos Brancos. (2017) “’O Mundo Tukano antes dos Brancos’, centrado na mitologia e nos rituais tradicionais, descreve as bases cosmológicas, históricas e geográficas da civilização criada pelas nações indígenas do alto rio Negro, entre a fronteira do Brasil com a Colômbia, estendendo-se até a Venezuela, em um gigantesco território de imponentes selvas, pedras, rios e cachoeiras. Esse complexo civilizatório é descrito e interpretado, em sua origem, expansão e configuração atual, por um representante da nação Tukano, nascido e criado numa das comunidades tradicionais do seu clã, e com pleno domínio das suas línguas paterna e materna, respectivamente, Tukano e Desano. A publicação desta obra de Álvaro Tukano é um fenômeno literário de grande transcendência no Brasil, provavelmente sem paralelo, tanto pela magnitude e excepcionalidade da obra quanto pela singularidade do autor”. José Jorge de Carvalho [18]